# Підлісне (Стрижавська селищна громада)
Підлі́сне — село в Україні, у Стрижавській селищній громаді Вінницького району Вінницької області. Населення складає 572 особи.

## Історія
Історична назва села — Майдан Супрунівський. 5 березня 1960 року село було перейменоване в Підлісне.
12 червня 2020 року, відповідно до розпорядження Кабінету Міністрів України № № 707-р «Про визначення адміністративних центрів та затвердження територій територіальних громад Вінницької області», село увійшло до складу Стрижавської селищної громади Літинського району.
17 липня 2020 року, в результаті адміністративно-територіальної реформи та ліквідації Літинського району, село увійшло до складу Вінницького району.

## Особистість
- Харчук Борис Гнатович (нар. 1934) — генерал-майор, голова Товариства сприяння обороні України.